# Ivan Bakanov
Ivan Hennadiovyč Bakanov (in ucraino Іван Геннадіович Баканов?, in russo Иван Геннадиович Баканов?, Ivan Gennadiovič Bakanov; Kryvyj Ryh, 2 maggio 1975) è un politico, militare e agente segreto ucraino di etnia russa, direttore dei servizi segreti dell'Ucraina (SBU) dal 2019 al 2022, membro del Consiglio per la sicurezza e la difesa nazionale dell'Ucraina (CSDN) e della Stavka del Comandante Supremo dell'Ucraina (SVG).

## Biografia
Ivan Bakanov è nato a Kryvyj Rih. Amico d'infanzia di Volodymyr Zelens'kyj, i due hanno studiato insieme e successivamente hanno lavorato su diversi progetti, in particolare, sulla casa di produzione "LLC Kvartal 95 Studio".
Bakanov si è laureato presso l'Università nazionale di economia di Kiev (1997) e l'Accademia del lavoro, delle relazioni sociali e del turismo (2006), specializzazione “Corte, patrocinio e accusa".
È stato il capo di "LLC Kvartal 95" da gennaio 2013 e "LLC Kvartal 95 Studio" da dicembre 2013. 
Bakanov ha fatto parte della squadra di Volodymyr Zelens'kyj durante la campagna presidenziale del 2019 dopo essere stato dal 2017 al 2019 la guida del partito Servitore del Popolo.
Nel aprile del 2019 si è arruolato nel Servizio di sicurezza dell'Ucraina (SBU), diventandone direttore nell'agosto dello stesso anno. 
I Pandora Papers dell'ottobre 2021 hanno rivelato che Bakanov, Zelens'kyj e il suo assistente principale, Serhij Šefir, gestivano una rete di società offshore nelle Isole Vergini britanniche, a Cipro ed in Belize. Alcune di queste società possedevano costose proprietà londinesi, la maggior parte delle quali erano state comprate prima della Presidenza di Zelens'kyj. I giornalisti investigativi hanno appurato che le loro compagnie offshore avevano ricevuto pagamenti dall'oligarca Ihor Kolomojs'kyj, sostenitore di Zelens'kyj alle presidenziali del 2019: la sua emittente 1+1 ha acquistato serie TV come appunto Servitore del popolo, spettacoli e film realizzati da "Kvartal 95".
Il 17 luglio 2022, con il conflitto con la Russia in corso, è stato sospeso dall'incarico di direttore del SBU da Zelens'kyj per non aver impedito che tra i dipendenti ci fossero collaboratori dei russi.

## Vita privata
Bakanov è sposato con Oksana Lazarenko, ex cittadina russa, che vive e lavora in Ucraina dal 1998 ed ha avuto la cittadinanza ucraina nel 2019. 
Ha un figlio, Artur.